# Sárga vízicsibe
A sárga vízicsibe (Coturnicops noveboracensis) a madarak (Aves) osztályának a darualakúak (Gruiformes) rendjébe, ezen belül a guvatfélék (Rallidae) családjába tartozó faj.

## Előfordulása
A sárga vízicsibe nyári előfordulási területe Kanada középső és délkeleti részeinek a mocsaras vidékei, valamint az Amerikai Egyesült Államok északkeleti része. Télire az USA déli felére, azaz Louisiana és Texas államokba vonul.

## Források

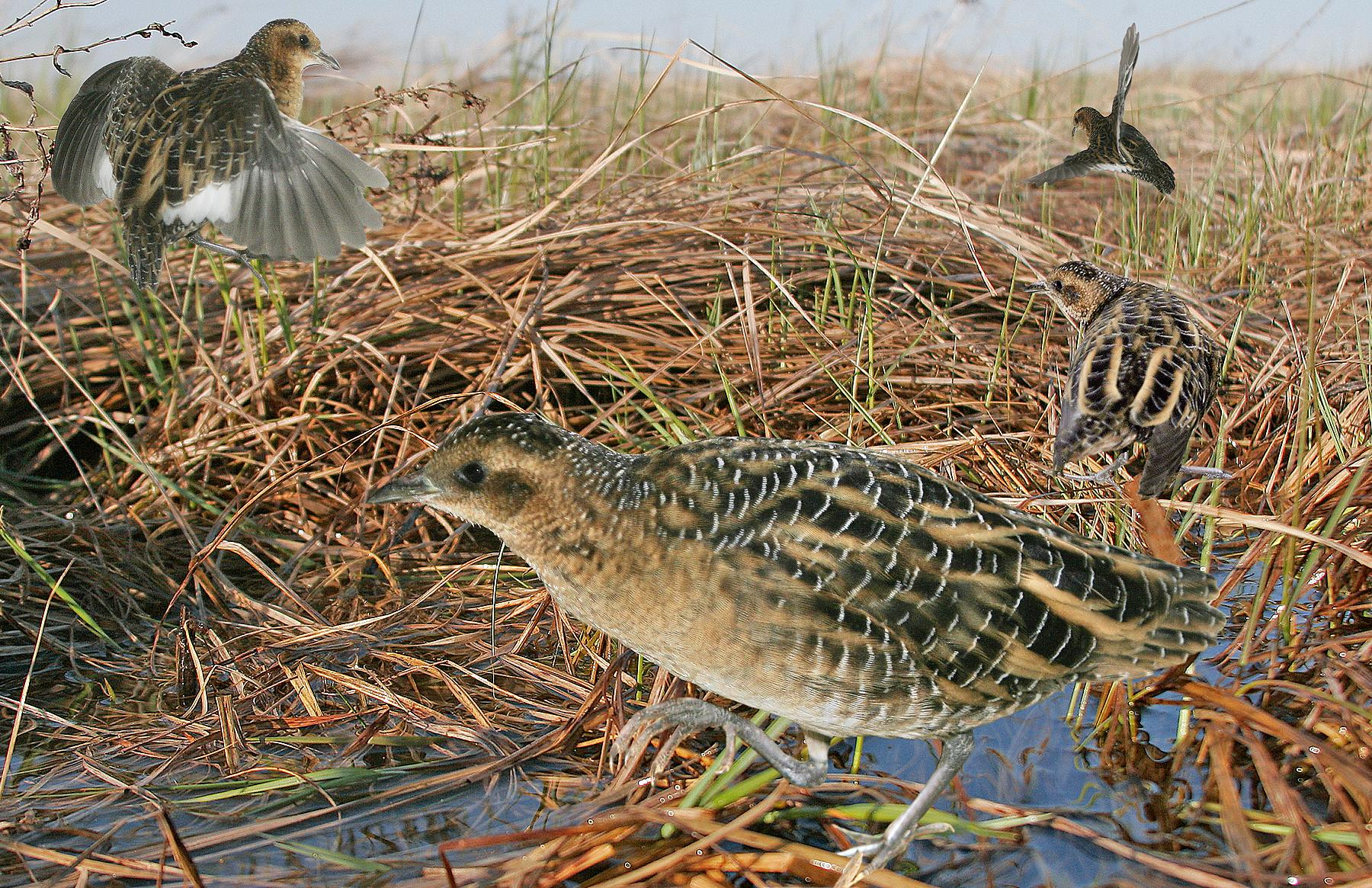

## Megjelenése
A fej-testhossza 17 centiméter. A feje teteje barna színű. A szemei fölött egy-egy sárgásbarna csík húzódik; míg a szemek egy barna sávban vannak. Színezetre a két nem egyforma, azonban a hím kissé nagyobb a tojónál.